# Al-Malikiya
Al-Malikiya (arabisch المالكية, DMG al-Mālikiyya; reichsaramäisch ܕܝܪܝܟ Dêrik; kurdisch دێریکا هەمکۆ Dêrika Hemko) ist ein Distrikt im syrischen Gouvernement al-Hasaka und dessen Hauptstadt. Der Distrikt wird von Kurden, Aramäern (Syrischen Christen) und Arabern bewohnt. Die Bevölkerung des gesamten Distriktes wurde bei der Volkszählung 2004 mit 189.634 angegeben. Eine namhafte prähistorische Ausgrabungsstätte für die Kultur der Sumerer im Distrikt ist Tell Hamoukar.
Die Stadt erhielt im Laufe der Arabisierung der Politik des „Arabischen Gürtels“ in den 1960er Jahren ihren heutigen Namen. Namenspate war der syrische Offizier Adnan al-Maliki. Der aramäische Name Dêrik bezieht sich auf ein ursprüngliches Kloster. Der nördliche Stadtteil wird größtenteils von muslimischen Kurden und der südliche Stadtteil von syrischen Christen bewohnt.
Im Juli 2012 übernahmen Kämpfer der YPG die Kontrolle über die Stadt. Heute liegt der Bezirk de facto im Jazira Kanton von Rojava.

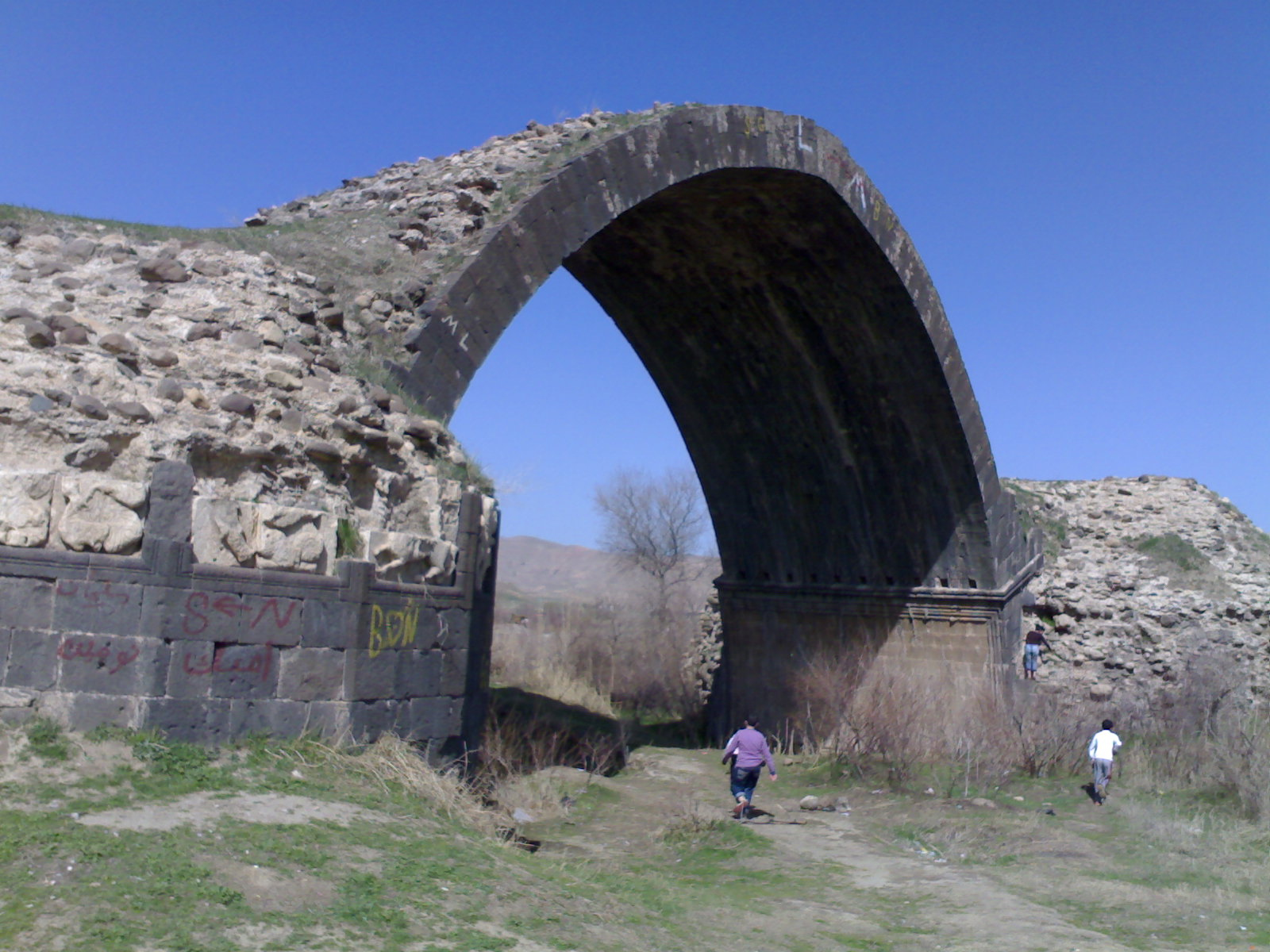
Bafê Brücke in der Nähe der Stadt
Neue Syrisch-Orthodoxe Kirche, Hauptstraße
Neuer Dom
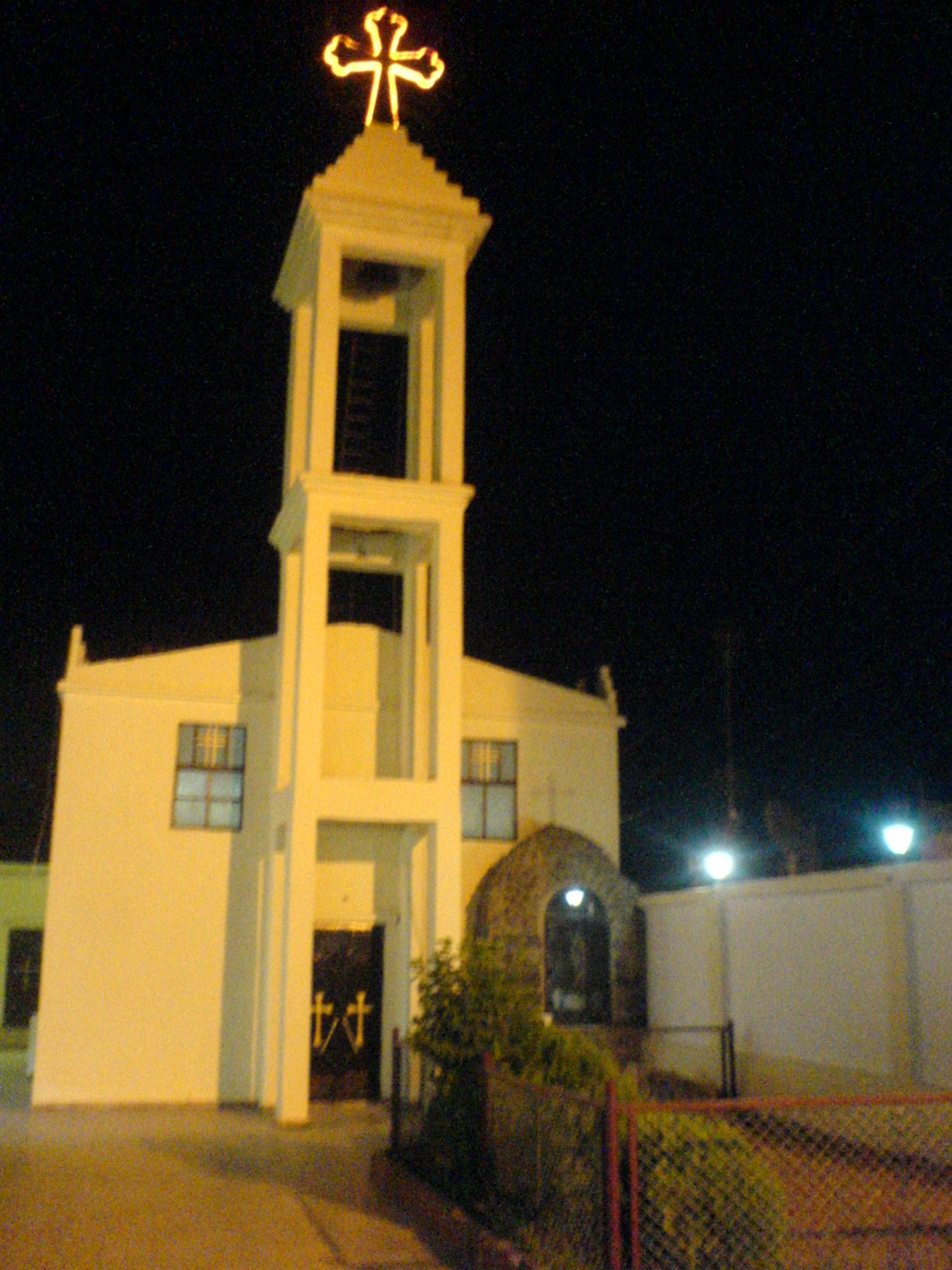
Chaldäische Kirche

## Städte im Distrikt
| Stadt                     | Kurdische Bezeichnung | Bevölkerung |
| ------------------------- | --------------------- | ----------- |
| al-Malikiya (المالكية)    | Dêrik                 | 26.311      |
| al-Maabadah (المعبدة)     | Girkê Legê            | 15.759      |
| al-Dschawadiya (الجوادية) | Çilaxa                | 6.630       |
| al-Yarobiyah (اليعربية)   | Til Koçer             | 6.066       |

## Persönlichkeiten

### Geboren in al-Malikiya
- Bahoz Erdal (* 1969), Führungsmitglied der Arbeiterpartei Kurdistans
- Asya Abdullah (* 1971), kurdische Politikerin
- Sherwan Haji (* 1985), syrischer Schauspieler
- Racha Kirakosian (* 1986), syrisch-deutsche Mediävistin